# 34418 Juliegodfrey
34418 Juliegodfrey è un asteroide della fascia principale. Scoperto nel 2000, presenta un'orbita caratterizzata da un semiasse maggiore pari a 2,2719974 au e da un'eccentricità di 0,1673184, inclinata di 7,40608° rispetto all'eclittica.